# Грэйсен, Элизабет
Элизабет Грэйсен, при рождении Уорд (англ. Elizabeth Gracen (Ward), род. 3 апреля 1961 года) — американская актриса и модель.

## Биография
Элизабет Грэйсен (Уорд) родилась 3 апреля 1961 года в городе Бунвилл (штат Арканзас), США. В 1979 году закончила старшую школу Расселлвилля. В 1981 году завоевала титул «Мисс Арканзас», а в 1982 стала «Мисс Америка».
Элизабет использовала свою стипендию «мисс Америки», чтобы оплачивать занятия в театральных студиях Нью-Йорка, стремясь со временем переехать в Голливуд, чтобы сделать карьеру на телевидении.
В это время Грейсен утверждала, что у неё была интрижка с будущим президентом Биллом Клинтоном.
С 1984 года начала сниматься в кино, в основном в сериалах. Первая роль — в сериале «Она написала убийство». В мае 1992 года снялась для эротического журнала «Playboy».
Её карьера на телевидении началась в 1989 году со съемок фильма «Закат — убежище вампира», где она встретила своего будущего мужа актёра Брендана Хьюза, но в 1994 пара развелась. Это был второй брак и развод, до этого актриса уже была замужем за Джоном Бирмингемом. 28 июля 2005 Грейсен родила дочь, которую назвала Куинлана Мерфи.
Грейсен дебютировала на большом экране в фильме «Трое в дороге», где снималась с Чарли Шином, и на телевидении в телеэкранизации «Странной истории доктора Джекила и мистера Хайда», а затем и в телеадаптации романа Сидни Шелдона «Пески времени».
Но самым известным её телеобразом остаётся бессмертная Аманда Монтроуз из телесериала «Горец» и его продолжения «Горец: Ворон», сконцентрированном исключительно на образе полюбившейся зрителям героини Элизабет. В 1999 году за эту роль она была номинирована на премию «Online Film & Television Association Award» в категории «Лучшая актриса в синдицированном сериале».
В настоящее время Грейсон занимается режиссёрской работой, начало которой положил короткий документальный фильм под названием «Проклятое соглашение», в котором даётся портрет трех молодых трансвеститов, конкурирующих в конкурсах красоты травести.

## Фильмография
| Год       |   | Русское название                                 | Оригинальное название                 | Роль                                 |
| --------- | - | ------------------------------------------------ | ------------------------------------- | ------------------------------------ |
| 1987      | ф | Трое в дороге                                    | Three for the Road                    | Надин                                |
| 1988      | ф | Передай патроны                                  | Pass the Ammo                         | Кристи Лин                           |
| 1989      | ф | Странная история доктора Джекила и мистера Хайда | Strange Case of Dr Jekyll and Mr Hyde |                                      |
| 1989      | ф | Лиза                                             | Lisa                                  | Мери                                 |
| 1990      | ф | Смерть невероятного Халка                        | The Death of the Incredible Hulk      | Жасмин                               |
| 1990      | ф | Помеченный смертью                               | Marked for Death                      | Мелисса                              |
| 1990      | ф | 83 часа до рассвета                              | 83 Hours 'Til Dawn                    | Maria Ranfield                       |
| 1991      | ф | Закат — убежище вампира                          | Sundown: The Vampire in Retreat       | Элис                                 |
| 1991      | ф | Нижний этаж                                      | Lower Level                           | Хиллари                              |
| 1992      | ф | Пески времени                                    | The Sands of Time                     | сестра Люсия                         |
| 1993      | ф | Последняя миссия                                 | Final Mission                         | Caitlin Cole                         |
| 1993      | ф | Конфиденциальность гарантируется                 | Discretion Assured                    | Miranda                              |
| 1993—1998 | с | Горец                                            | Highlander                            | Аманда                               |
| 1994—1995 | с | Она написала убийство                            | Murder, She Wrote                     | Sydney Pembrook / Michelle Scarlotti |
| 1995      | ф | Эксперт                                          | The Expert                            | Лиз Пирс                             |
| 1995      | с | Экстрим                                          | Extreme                               | Кэлли Мэннерс                        |
| 1996      | ф | Подделка                                         | Kounterfeit                           | Бриджитт                             |
| 1998—1999 | с | Горец: Ворон                                     | Highlander: The Raven                 | Аманда                               |
| 2001      | с | Королева мечей                                   | Queen of Swords                       | Шарлотта                             |
| 2001      | с | Сильное лекарство                                | Strong Medicine                       | Серена Мэйсон                        |
| 2002      | ф | Перехватчики 2                                   | Interceptor Force 2                   | Adriana Sikes                        |
| 2002      | с | Зачарованные                                     | Charmed                               | королева вампиров                    |
| 2013      | ф | Связь                                            | Coherence                             | Бет                                  |
| 2014—2016 | с |                                                  | Suspense                              | различные роли                       |